# 19811 Kimperkins
19811 Kimperkins è un asteroide della fascia principale. Scoperto nel 2000, presenta un'orbita caratterizzata da un semiasse maggiore pari a 2,5577276 UA e da un'eccentricità di 0,1620195, inclinata di 2,81766° rispetto all'eclittica.